# Arani (Tiruvannamalai)
Arani è una suddivisione dell'India, classificata come municipality, di 60.888 abitanti, situata nel distretto di Tiruvannamalai, nello stato federato del Tamil Nadu. In base al numero di abitanti la città rientra nella classe II (da 50.000 a 99.999 persone).

## Geografia fisica
La città è situata a 12° 40' 36 N e 79° 17' 05 E.

## Società

### Evoluzione demografica
Al censimento del 2001 la popolazione di Arani assommava a 60.888 persone, delle quali 30.199 maschi e 30.689 femmine. I bambini di età inferiore o uguale ai sei anni assommavano a 6.258, dei quali 3.167 maschi e 3.091 femmine. Infine, coloro che erano in grado di saper almeno leggere e scrivere erano 44.008, dei quali 24.099 maschi e 19.909 femmine.